# Primul conciliu de la Niceea

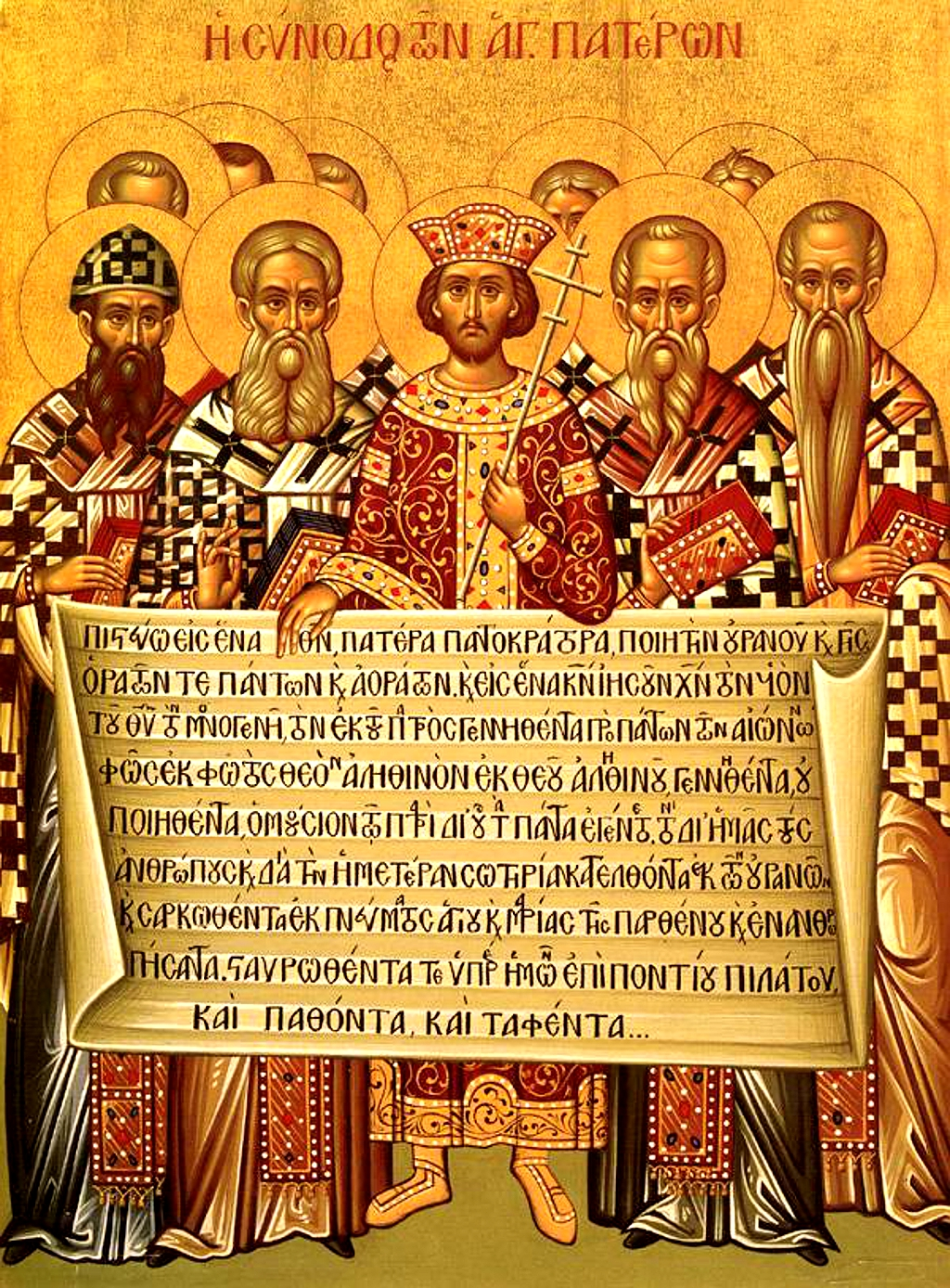
Icoană reprezentând conciliul de la Niceea I.

Primul conciliu de la Niceea (astăzi İznik, în Turcia) a fost primul conciliu ecumenic. S-a desfășurat în anul 325.

## Istoric
În 325 împăratul Constantin cel Mare a convocat primul conciliu ecumenic al bisericii creștine, care a pus bazele dogmatice și canonice ale acestei religii, definind mai precis dogmele creștine drept răspuns la provocarea reprezentată de erezia arianistă. Toți episcopii prezenți s-au declarat de acord cu pozițiile teologice majore propuse de proto-ortodoxie, dat fiind că în acel moment alte forme de creștinism fuseseră „deja excluse, suprimate, reformate sau distruse”. Deși proto-ortdocșii câștigaseră disputele anterioare, în urma definirii mai precise a ortodoxiei creștine ei au fost învinși în secolele al IV-lea și al V-lea de succesorii lor cu propriile lor arme, fiind în cele din urmă declarați eretici, nu pentru că ar fi combătut idei privite drept corecte, ci pentru că poziției lor îi lipseau precizia și rafinamentul teologic cerut de împăcarea unor teze contradictorii acceptate simultan de teologi.
Inițial Crezul de la Niceea era binitarian, nu trinitarian, Duhul Sfânt nefiind considerat drept fiind Dumnezeu.
La acest prim conciliu (sinod) ecumenic au participat după unele mărturii 200, după altele 318 episcopi din tot ținutul creștin, mai puțin de la iudeii creștini și de la Biserica Mar Thoma. Sinodul a discutat problemele ridicate de Arius din Alexandria. Acesta susținea că Isus din Nazaret nu ar fi fiul lui Dumnezeu născut din veșnicie, ci doar o creatură a Tatălui care în singurătatea lui l-ar fi creat pe Iisus și l-ar fi înfiat. Discuția centrală a acestui sinod se poartă în jurul termenului de "homoousios" (consubstanțial, de aceeași ființă). Arius propunea formula "homiousios" (de ființă asemănătoare), în sensul că Iisus ar fi primit o ființă asemănătoare Tatălui și nicidecum aceeași ființă. De asemenea, doctrina ariană susține că: «a fost o vreme când Fiul nu exista », adică Fiul ar fi fost o creatură superioară, dar totuși doar o creatură.» Exact acest lucru e lămurit de sinodul I de la Niceea: Isus Christos este «de o ființă» (homoousious) cu Tatăl». Fiul este «născut, iar nu făcut». Primele opt articole ale simbolului niceno-constantinopolitan reprezintă formula dogmatică adoptată de acest sinod. Din punct de vedere ecumenic "Credo"-ul (Crezul) de la Niceea a afirmat în contra ereticilor arianiști pentru prima dată la nivelul întregului Imperiu Roman necesitatea recunoașterii Sfintei Trinități (Dumnezeu, Isus Christos și Duhul/Spiritul Sfânt) ca piatră de temelie a religiei Imperiului, Orthodoxismul catolic. Arianismul, era potrivnic acestei dogme și era adoptat de triburile germanice ce intrau în contact cu civilizația romană. El va supraviețui încă multe secole in mijlocul lor, chiar și în perioada așa ziselor "Regate Germanice". A fost unul din motivele ce-i determinau pe unii catolici din Roma anilor 500 să-i denumească pe arianiști "barbari". Ar mai trebui aici precizat că abia sub Theodosiu(s)-I în 380 la Tessalonic și 381 la Constantinopol se va legaliza imperial (ecumenic) Orthodoxia Catolică. Theodosius va da în acest sens, în anul 380, Edictul "De fide catholica" ca semn al sprijinului imperial pentru Orthodoxie (cath.)
Se consideră că acest conciliu (Niceea) a fost prezidat de către Alexandru, papa Alexandriei. În general este acceptat că au participat 318 episcopi, dar cifrele variază (Socrate Scolasticul, Epifanie de Salamina și Eusebiu de Cezareea vorbesc de 250; Eustațiu de Antiohia: 270; Atanasie de Alexandria, în jur de 300; Gelasiu de Cizic, peste 300). Istoricii moderni sunt de părere că numărul de 318 episcopi este amplificat simbolic, probabil în legătură cu numărul bărbaților înarmați ai lui Avraam din Geneză (14,14).
Printre participanți s-au numărat și Eustațiu al Antiohiei, Macarie al Ierusalimului, Ossiu de Cordoba, precum și diaconii Vit și Vicențiu, diaconi de la Roma (delegații papei Silvestru I), aceștia din urmă fiind și primii semnatari. Deși numărul de mai sus este impresionant, numărul celor invitați de împăratul Constantin a fost cu mult mai mare, 1800, adică toți episcopii bisericii creștine din acea vreme. De asemenea, fiecare episcop a avut voie să ia cu sine doi preoți și trei diaconi, situație în care numărul total al participanților a fost semnificativ mai important.

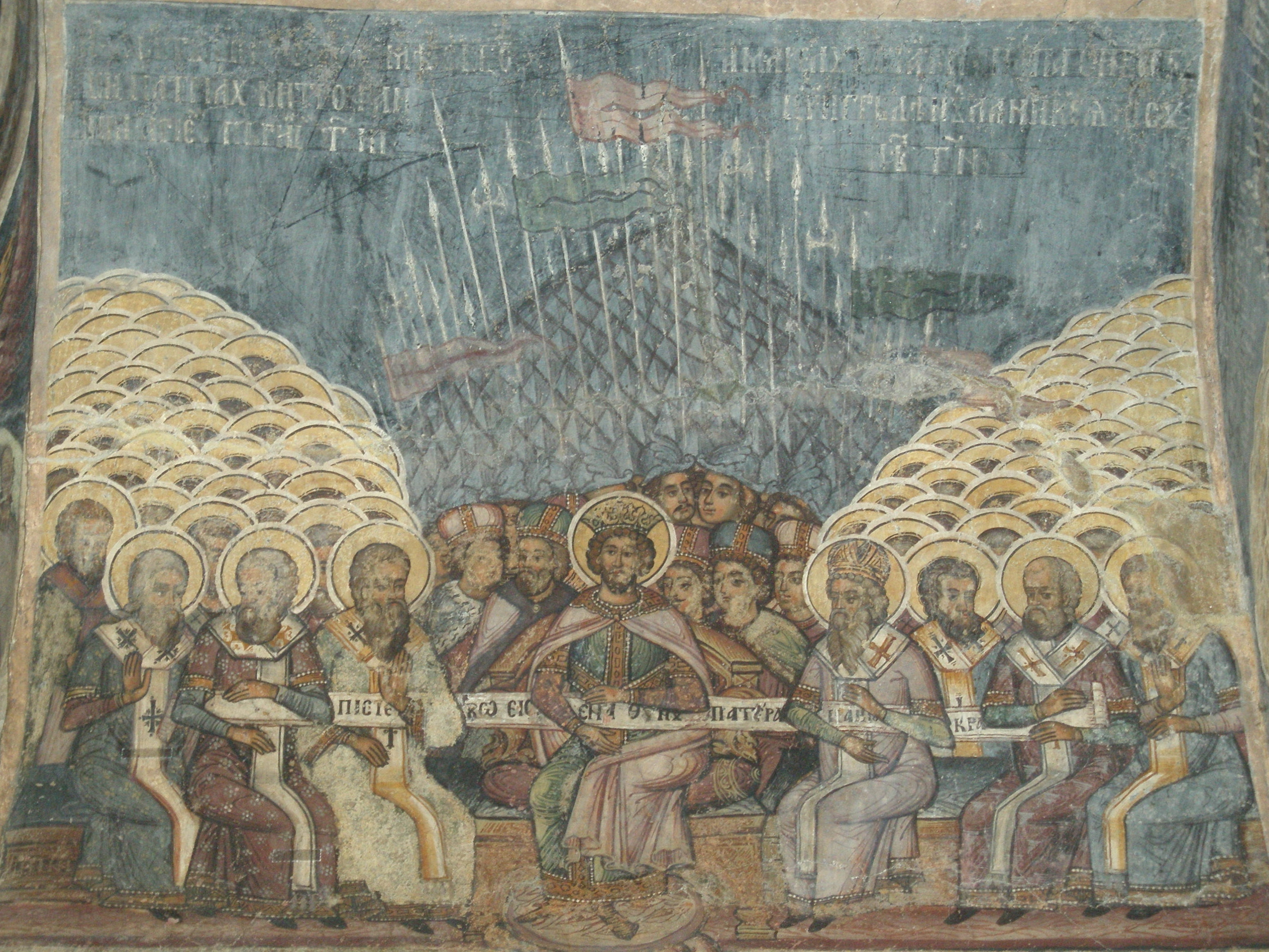
Frescă reprezentând conciliul de la Niceea I, Biserica Stavropoleos, București.

Tot cu acest prilej s-au adoptat și 20 de canoane care s-au referit la (pe canoane):
- 1.	cei care se mutilează sau cer să fie mutilați să nu fie primiți în cler;
- 2.	cei de curând botezați să nu fie promovați de îndată la Ordul sacru (i.e. în cler);
- 3.	viața clandestină a clericilor;
- 4.	cerințe pentru a fi consacrat episcop;
- 5.	situația celor excomunicați și datoria de a ține sinod de două ori pe an în fiecare dioceză;
- 6.	precedența anumitor sedii episcopale; consensul mitropolitului pentru a fi consacrat episcop;
- 7.	episcopul Ierusalimului;
- 8.	atitudinea față de catari;
- 9.	promovarea la preoție fără examenul recerut;
- 10.	cei care și-au renegat credința în timpul prigoanei și apoi admiși între clerici;
- 11.	renegarea propriei credințe de către mireni;
- 12.	cei care au părăsit lumea pentru viața consacrată și apoi s-au întors la ea;
- 13.	penitenții care cer Euharistia pe patul morții;
- 14.	despre catecumenii lapși (care au cedat în timpul prigoanei);
- 15.	despre clericii care se mută din loc în loc;
- 16.	despre clericii care nu locuiesc în bisericile pentru care au fost aleși;
- 17.	despre clericii cămătari;
- 18.	locul diaconilor la celebrările liturgice și rândul lor la împărtășanie;
- 19.	despre cei care vin în Biserica catolică de la eroarea (erezia) lui Paul din Samosata și despre diaconese;
- 20.	în zilele de duminică și în perioada Cincizecimii nu trebuie să se facă rugăciuni în genunchi.
- Data celebrării Paștilor.

Mărturisirea de credință a celor 318 Părinți prezenți în Conciliu.
Se pare că episcopii participanți ar fi elaborat și o scrisoare către egipteni.
Sinodul I ecumenic prezintă o deosebită importanță prin aceea că a fost prima adunare a episcopilor din întreaga biserică, împrejurare în care s-au dezbătut probleme doctrinale fundamentale și s-au luat decizii majore care privesc dreapta credință și unitatea bisericii. El reprezintă și o cotitură bruscă în modul în care au fost priviți creștinii: dacă înainte ei erau crunt persecutați, Constantin cel Mare s-a arătat un fervent susținător al lor, sinodul însuși fiind deschis în prezența împăratului.

## Crezul de la Niceea (325)
Cred într-unul Dumnezeu, Tatăl Atotțiitorul, făcătorul tuturor văzutelor și nevăzutelor.
Și într-unul Domn Iisus Hristos, Fiul lui Dumnezeu singurul născut; care este, din esența Tatălui, Dumnezeu din Dumnezeu, Lumină din Lumină, Dumnezeu adevărat din Dumnezeu adevărat; născut, nu făcut, cel de-o ființă cu Tatăl, prin care toate s-au făcut atât în cer cât și pe pământ.
Care pentru noi oamenii și pentru a noastră mântuire s-a pogorât și s-a intrupat și s-a făcut om.
Și a pătimit, și a înviat a treia zi, după Scripturi, și s-a suit la ceruri;
Și iarăși va să vină să judece viii și morții.
Și în Duhul Sfînt.
Dar cei care spun: "A fost un timp în care nu a existat", și "Nu a existat înainte de a fi făcut", și "A fost făcut din nimic", sau "A fost din alta ființă" sau "esență", sau "Fiul lui Dumnezeu este creat", sau "schimbător", sau "degradabil" -- sunt condamnați de sfânta biserică catolică și apostolică.

## Crezul de la Constantinopol (381)
Cred într-unul Dumnezeu, Tatăl Atotțiitorul, făcătorul cerului și al pământului, văzutelor tuturor și nevăzutelor.
Și într-unul Domn Iisus Hristos, Fiul lui Dumnezeu unul născut, care din Tatăl s-a născut mai înainte de toți vecii. Lumină din Lumină, Dumnezeu adevărat din Dumnezeu adevărat; născut, nu făcut, cel de-o ființă cu Tatăl, prin care toate s-au făcut.
Care pentru noi oamenii și pentru a noastră mântuire s-a pogorât din ceruri și s-a intrupat de la Duhul Sfânt și din Maria Fecioara, și s-a făcut om.
Și s-a răstignit pentru noi în timpul lui Pontiu Pilat, a pătimit și s-a îngropat și a înviat a treia zi, după Scripturi.
Și s-a suit la ceruri și șade de-a dreapta Tatălui. Și iarăși va să vină cu slavă, să judece viii și morții, a cărui Împărăție nu va avea sfârșit.
Și întru Duhul Sfînt domnul de viață făcătorul, care din Tatăl purcede, cela ce împreuna cu Tatăl și cu Fiul este închinat și slăvit, care a grăit prin prooroci.
Și întru una sfânta catolică și apostolică Biserică, mărturisesc un botez întru iertarea păcatelor.
Aștept învierea morților, și viata veacului ce va să fie. Amin